# 淺野勝盛
淺野 勝盛（あさの かつもり、1968年11月10日 - ）は、ボーカリスト、ギタリスト、ソングライター、編曲家、音楽プロデューサー、俳優である。茨城県鉾田市出身。
血液型B型。身長177cm。趣味は毛穴スッキリパック、温泉orサウナ巡り、ゴルフ、野球、水泳。特技はものまね、料理。愛称は「かっちゃん」、「かつもり」「アニキ」。茨城県阿見町あみ大使。

## 人物・来歴
演歌歌手であった父の影響で幼少時代から楽器に興味をもつ。因に母親は理容師ではあったがアートネイチャーの初代社長の阿久津三郎の誘いで立ち上げ人の一人となる。
杉並区の国立幼稚園の試験に合格するものの手違いで定員オーバーになりくじ引で母親がはずれてしまい入園ならず。母親のすすめでヤマハエレクトーン教室に入るも女の子ばかりで幼いながらも居場所を見つけられずに辞めてしまう。その後、両親の離婚で母親に引き取られる。小学3年生のときに母親の故郷である茨城県鹿島郡県鉾田町に移り住む。離婚を機に180度違う生活になる。いじめの的となり、弟とともに空手を始める。それをきっかけにヤンキーの道に進む。中学校1年のときに野球をやれば肩を壊し、卓球を始めれば先輩ともめ、サッカーをやれば先生と気が合わず何をやっても長続きしない。鉾田市立鉾田南中学校サッカー部の時二つ上の先輩は元Jリーガーで日本代表の浅野哲也である。何をやっても長続きしない少年ではあったが空手とギターは続けていた。地元の仲間とバンドを組みビートルズ、レッドツェッペリンなどのコピーバンドを始める。この時のボーカルが大里ヨシユキと安全+第一の大里ヨシユキである。
空手のために水戸の水城高等学校に入学の夢もあったが朝が苦手な本人は地元の茨城県立玉造工業高等学校機械科に進学。バンドも自然消滅。酒と煙草等、人にほめられることを一切やらずにいた。高校一年の10月に体育祭の騎馬戦で上に乗って殆ど殴り合いのような状態の中、倒され左腕を骨折したため半年間ギターを弾けない状態となる。
この時期に音楽を聴く。退院後、キャロルのコピーバンドに誘われる。ロックンローラーとヤンキーの境目が微妙ではあったがギターだけは練習していた。そんなある日。茨城ではそこそこに有名で茨城放送でDJもやっていた伊藤正行にスカウトされる。13歳も年上ではあるが一生の友人となる。高校3年の時、「フレッシュサウンズコンテスト」茨城栃木大会に選抜されて初めて会館でギターを弾く。この時のゲストである角松敏生のキャデラックのステージを見て初めてプロを意識しはじめる。ちょうどその頃、学校には殆ど行かず鉾田駅前の喫茶店で時間をつぶしていたある日、一人の仕事をさぼっているサラリーマンと出会う。意気投合してメンバーに紹介。加入してツインボーカルのバンドになる。その新加入したメンバーが、後のノブ&フッキーのノブである。高校時代は通算3回の停学処分と2回の無期停学処分と十数回の親の呼び出しの中、奇跡的に卒業。進学も就職も出来なかった自身を見かねてリーダーの伊藤正行の営む工務店に就職。大工となる。家業の飲食店も手伝いながら昼夜働く。
21歳の時に「バラッド」を結成。コンテスト等で賞荒らしをする。この時期に日本テレビ音楽学院講師「藤山一郎事務所」所属の橋本賀代子に師事。1992年ヤマハミュージッククエスト茨城大会でグランプリとベストギタリスト賞を獲得。これがきっかけでノブ&フッキーの所属するサウンドアートに所属。イベント、パーティー、ライブハウスで演奏の日々を過ごす。25歳の時に事務所の紹介で矢沢永吉のものまねタレント永雅美のバックバンドになり全国のイベント等で演奏。ちょうどこの頃、新宿モノマネ館「キサラ」にも出演。家庭の事情もあり上京が出来なかった25歳、メンバーと話し合いバンド解散。一人で上京。
母親の知人であるプロダクションに所属。仕事もメンバーも友達もいない中、毎晩酔っぱらっては一人高円寺駅前で路上ライブ。コンビニのバイトをしているある日、深夜にアルバイトニュースを読んでいると「ボーカル」募集の記事、売り物の本なのにページを破り、持ち帰って連絡。オーディションに向かう。100人の応募の中一人だけ合格。しかしながら六本木のクラブ歌手の仕事であった。毎晩20〜28時位てバンドをバックに数回のステージをこなす。酒と精神が強くなる。その店に来ていた常連の川崎葉子と仲良くなる。後の女優「YOKO」である。
ちょうどその頃、元ダック・テールズのギターリッキー坪井と出逢う。今の師匠である。ボーカルの横山剣に圧倒される。28歳の時に母親の体調が悪くなり一時茨城に帰る。東京と茨城を通う。
30歳の時、M-BANDのボーカル藤タカシとリッキー坪井の紹介で出会い、一緒に頑張ることとなり2度目の上京。ちょうどこの頃、ノブ&フッキーのバックバンドとしてギターとバンマスを始める。そして元コミックロックバンドノイズファクトリーの一番星哲也、アキレスKENど運命的な出会いをしてシグナルズそして大里ヨシユキと安全+第一を結成。また、ボーカリストとしてカラオケのガイドボーカル、携帯の着歌、アニソン魂などの歌も歌っている。特に福山雅治の歌は本人も間違える程似せて歌っている。
2009年、松本一起と知人の紹介で知り合いチャリティーソング「いのちを笑わそう」を作曲、編曲、演奏。2010年11月5日に全国発売。本人からすれば、尊敬する矢沢永吉の曲を書いた先生と曲を作るという事は、「棚から牡丹餅」というより、空から一本の糸がたれて来た思いであったと述懐している。
2011年3月の「東北地方太平洋沖地震」で、この曲を歌う52人、35組のタレント達と街頭募金活動、救援物資などを届けるチャリティーコンサート等で活動。精力的に活動をし、多くのメディアに取り上げられる。
因に1998年までは名前を浅野勝盛で活動をしていたが、30歳になってから本名の淺野勝盛で活動をしている。淺野と浅野の違いではあるが周りからは「PCや携帯で変換されない」と言われ続けてなかなか本名での表記がされない事が多い。現在は長年の友人であるノブ&フッキーの所属する株式会社アンビシャスの企画制作を兼任している。
2016年に「株式会社Mプロモーション」設立。茨城県と納豆をPRする「ねばねば音頭」リリース。曲の出来上がったエピソードとして、仕事で訪れた静岡の温泉ホテルで露天風呂に入浴中、曲のサビである「♬ね〜ば ね〜ば ねばほいサッサ♬」がメロディーとともに浮かんで来て、慌てて部屋へ戻りホテルのメモ用紙にメモをしたという。この曲は現在、茨城県の各地区、企業などの替え歌としても披露。また、古い付き合いの芸人「芋洗坂係長」に振付を依頼。県内外で三世代交流の曲として広く歌と踊りが浸透している。その後、この曲を歌う「泉水いづみ」（「おぼん・こぼん」の次女）と結婚。2017年7月10日(納豆の日)に入籍、2018年2月9日(肉の日)に水戸の常磐神社で神前式を行う。この時に、友達の「ねば〜る君」と「納豆お兄さん」も駆けつけて、神殿まで傘持ちをするという微笑ましい式となる。

## 出演

### TV
- ものまねバトル（日本テレビ）
- 笑点（日本テレビ）
- やりすぎコージー（テレビ東京）
- らぶドキュ!!（テレビ東京）
- BSふれあいホール（NHK）
- 新春寄席（NHK-BS）
- 深夜食堂（TBS）
- やまちゃんねる（あっ!とおどろく放送局）
- 茨城大陸（いばらきnetTV）
- 白黒アンジャッシュ（千葉テレビ）
- 茨城県行方市エリア放送「なめテレ」

### ラジオ
- LuckyFM茨城放送、FMパルルン、TOKYO FM、NHK-FM放送、KBS京都等々
- 今夜も大入り!渋谷・極楽亭 （NHKラジオ第1放送）司会 森口博子、林家木久蔵等
- レインボータウンエフエム放送茨城県と納豆を勝手にPR「ねばる門には福来る〜東京発信 茨城大陸〜」冠番組
  - 過去のゲスト：ノブ&フッキー、湯原昌幸、西尾夕紀、テツandトモ、黒木じゅん、ねば〜る君、赤プル など

### 舞台
- 銀座博品館劇場「銀座ロマン」（パート3、4、5）
  - 出演履歴・新藤恵美、倉石功、カルーセル麻紀、千波丈太郎、伊吹吾郎　
  - 2006 - 2008年、出演と音楽を担当。
- 銀座博品館劇場 & 札幌共済ホール　
  - 「銀座の愛の物語」作演出・石原慎一　出演・ノブ&フッキー、HIDE 他
- スティンキープロジェクト
  - 作演出・石原慎一 出演・斉藤こず恵、川崎葉子 他
- 「恋のバカンス」「情熱の嵐」「B面で恋をして」「秋桜」「白い蝶の産婆」「セーラー服と利かん坊」
- 「ニライカナイ〜竜宮からの手紙〜」主演 淺野勝盛
- スペース・ゼロ「新宿駅〜恋のカーニバル〜」
  - 主演 淺野勝盛 ストリーテーラー / コージー冨田、出演/仁科仁美、長谷川桃、迫英雄など
- 浅草大勝館 竜小太郎座長公演 音楽担当
- 日本橋三越劇場 竜小太郎座長公演 音楽担当
- 日本橋三越劇場 「返り花」出演/石橋正次、吉沢京子、西崎緑など 音楽担当
- ときわホール 鴉組 吉村忠矩 作「侠客、出演/石橋正次 音楽担当
- 町屋ムーブホール 鴉組 吉村忠矩 作「片時雨」音楽担当
- 大塚 萬スタジオ「玉響」
- 渋谷ギャラリー・ルデコ「CHILDISH WORKS AND PLAYHOUSE 公演 (主演)
- 唄う朗読劇『P.S.I LOVE YOU』〜ロックと納豆とバカ親子〜【茨城編】
  - 作・演出 大倉順憲 出演 長谷妙子 淺野勝盛
- 2012年 ミスタースリムカンパニー「上海ドリーム」作演出・浸水流作
- 2016年
  - 座 高円寺
    - 「シャンブル・マンダリン」
      - 演出/パク・バンイル　作/ロベール・トマ 　出演/倉石功、旺なつき、桐生園加

    - 「ムーン・オブシー」
      - 演出/パク・バンイル　原作/シェイクスピア「ロミオとジュリエット」　出演/倉石功他

    - 「12人の怒れる男」
      - 演出/平野智子　出演/倉石功、宮本充 他

### 演奏者、作詞・作曲、プロデュースなど
泉水いづみ、西尾まさき、ノブ&フッキー、大至伸行、新田純一、堀江淳、北岡ひろし、ポカスカジャン「省吾バンド」、沢田美紀、そのまんま美川、石橋正次、太田在、山本淳一、流星、竜小太郎、斉藤こず恵、バーベル、The Attentions、今陽子、堺すすむ、川村正幸、テツandトモ、青春高校3年C組、森口博子、清水健太郎、酒井法子など
- サミーズバーへようこそ! ライブ2008&2009年
  - 出演 香坂千晶、くじら、 いまむらのりお 、田中真弓 、石原慎一など
- 「松本一起 チャリティー企画」"いのちを笑わそう"
  - 作詞 松本一起 作曲・編曲 淺野勝盛、演奏 勝盛BAND
  - 参加アーティスト：ノブ&フッキー、コージー冨田、西尾夕紀、みはる、ゆうぞう、アントキの猪木、パッション屋良、ふじいあきら、テツandトモ、あっち幾三、小澤純一、TOSHIKI、ジョニー、ノンスモーキー石井、ひかり、松本えいじ、亀ひろし、ぺよん潤、大里ヨシユキと安全+第一一、ダブルネーム、俵山栄子、トリオTHEトリオ、マコト、葉月パル、石倉三郎、ライラックス、ピース、島田洋八、コント山口君と竹田君、青空球児・好児、昭和のいる・こいる、マギー司郎、おぼん・こぼん、コロッケ、ポカスカジャン、シグナルズ（総勢36組、52名）